# 黃翅奇非鯽
黃翅奇非鯽，為輻鰭魚綱鱸形目隆頭魚亞目慈鯛科的其中一種，分布於非洲坦干伊喀湖流域，為特有種，體長可達9.2公分，棲息在沙底質水域，成群活動，以橈腳類為食，生活習性不明，可作為觀賞魚。